# Apóstolos Makrákis
Apóstolos Makrákis (en grec : Απόστολος Μακράκης) est un théologien laïc grec orthodoxe. Il était également essayiste.

## Biographie
En mai 1866, il se rendit à Athènes afin d'y prêcher durant 6 mois sur la place Omónia. À cette occasion, il déclama 20 discours sur les pères fondateurs de la nation hellène de 1821, The Work of the Fathers of 1821 and How it Can Best and Quickest Be Brought to a Conclusion, qui furent publiés dans le journal Justice, et republiés dans un livre en 1886. Ayant reçu une lettre menaçante de milieux maçonniques, irrités par la teneur de certains de ses discours, il écrivit 2 livres antimaçonniques : Freemasonry (1867) et Masonry Exposed by the Masonic Certificate (1868). Par la suite, et supposément à l'instagation de ces milieux, il fut arrêté 2 fois et emprisonné, la première fois 24h et la seconde 16 jours pour avoir prétendument insulté le roi de Grèce.

## Travaux
Apologétique
- "Refutation of an Ironclad Refutation" en réponse à Theocletos Bimpos, 1869.
- "Apology of A. Makrakis Concerning His Feelings, Views, and Acts", en réponse au Professeur K. Nestorides, 1873.
- "Divine and Sacred Catechism"

La liste suivante présente les travaux de Makrakis:.
Publications de périodiques
- Justice, 1866-1867.
- The Logos, 1868-1905.
- Peace, 1874-1876.

En anglais
- 1) A New Original Philosophical System, [3 Vols, Divided into 6 Books], viz., Introduction to Philosophy; Psychology; Logic; Ethics; Theology; and Philosophy. Athens, 1876, 1883, and 1886. 2,075 p.

Transl: Vol. I, An Invitation to Philosophy, Psychology and Logic;  Vol. II, Ethics;  Vol. III, Theology and Philosophy. 1940.
1a) Re-printed as:
- A New Philosophy and the Philosophical Sciences: A New Original Philosophical System [2 Vols]. New York, G.P. Putnam's Sons, 1940.

1b) Five of the Six Books above (excepting the book on Ethics), were re-issued as:
- The Logos and the Holy Spirit in the Unity of Christian Thought: According to the Teachings of the Orthodox Church. 5 Vols. Chicago : Orthodox Christian Educational Society, c.1977.

Vol 1. The Orthodox Approach to Philosophy.
Vol 2. Psychology: An Orthodox Christian Perspective.
Vol 3. Logic: an Orthodox Christian approach.
Vol 4. Theology: An Orthodox Standpoint.
Vol 5. Philosophy: An Orthodox Christian Understanding.
- 2) A Commentary on the Revelation of John the Divine.
- 3) Interpretation of the Gospel Law, and, Our Duties to God and Christ. b) A Commentary on the Epistle to the Hebrews. Two vols. in one.
- 4) Divine and Sacred Catechism.
- 5) The Foundation of Philosophy.
- 6) The Bible and the World, An interpretation of the first three chapters of Genesis in extenso and from a philosophical point of view, and, Triluminal Science, Surveying the Universe and Explaining Everything (1 vol).
- 7) Interpretation of the Entire New Testament (except the Book of Revelation). 2 vols.
- 8) An Interpretation of the Book of Revelation.
- 9) The Paramount Doctrine of Orthodoxy (3 books in one vol).
- 10) Commentary on the Psalms of David and the Nine Odes.
- 11) Kyriakodromion, or Sunday Sermonary, and Festal Sermons. (A collection of sermons on the Gospels, the Acts of the Apostles, and the epistles appointed to be read in Orthodox Christian Churches every Sunday from Easter to Palm Sunday).
- 12) All in one volume:

I. Three Great Friday Sermons;
II. Three Sermons on the Death on the Cross and the Glorious Resurrection;
III. The Ascension into Heaven;
IV. Christ, Announcing His Nature;
V. All the Parables of the Gospel;
VI. The Truth in Christianity;
VII. Testimonies Concerning the Super Holy Virgin.
- 13) Freemasonry Known by Masonic Diploma.
- 14) Papal Primacy and Innovations of Roman Catholic Church.
- 15) Scriptural Refutations of Pope's Primacy, and, Misc. Studies and Speeches.
- 16) Memoir on the Nature of the Church of Christ.
- 17) The Two Contrariant Schools, and, Concerning the Establishment of a Christian University.
- 18) An Orthodox-Protestant Debate.
- 19) A Revelation of Treasure Hid, Together with Three Important Lectures: I. Concerning Freedom - II. Concerning the Motherland. - III. Concerning Justice and Apostolical Canons Respecting Baptism.
- 20) Proofs of the Authenticity of the Septuagint.
- 21) God's Law and Commandments, the Decalogue and the Gospel.
- 22) The Repose of Our Most Holy and Glorious Lady the Theotokos.
- 23) The City of Zion, or The Church Built Upon the Rock.
- 24) Philosophical Discussions.
- 25) The Real Truth Concerning Apostolos Makrakis.
- 26) The RUDDER or PEDALION, of the Metaphorical Ship of the Holy Catholic and Apostolic Church of Orthodox Christians (All the Sacred and Divine Canons). (Editor).
- 27) The Trial of Jesus Christ (by Abba Aristarchus).
- 28) The Idea of Being.
- 29) The Roman Rite in Orthodoxy.
- 30) Spiritual Discourses for the Orthodox Christians.
- 31) The Orthodox Doctrine on Development and Advancement, and, Perfection of the Human Nature of our Lord Jesus Christ.
- 32) The Orthodox Definition of Political Science.
- 33) Appraisals of the Works of Apostolos Makrakis by Eminent Authorities. 300 p.
- 34) Orthodox Christian Meditations.
- 35) Hellenism and the Unfinished Revolution: Twenty Addresses Delivered in Concord Square, Athens, Greece in 1866.
- 36) Homily on the Eight Beatitudes, or The Sermon on the Mountain: A Summary Teaching Delivered by Apostolos Makrakis in the Island of Leukas, Greece, on August 29, 1886, During his Second Gospel-Tour.
- 37) The Truth in Christianity: The One True Doctrine and The Many False Ones.

Non-traduits ou non-publiés
- 1) A New Educational System, in three volumes, comprising the Formation, Meaning, and Use of Words. 885 p.
- 2) Interpretative Logical System; or, Interpretation of the Whole New Testament, verse by verse, including Revelation. 3 100 p.
- 3) A Commentary on the Gospel According to St. Matthew, from notes taken at his lectures. Unpublished. About 1000 p.
- 4) A Commentary on the Gospel of St. John, from lecture notes. Unpublished. About 500 p.
- 5) A Commentary on the Acts of the Apostles. Unpublished. About 500 p.
- 6) A Commentary on the Song of Songs. 150 p.
- 7) Three Philosophical Dissertations and the Tree of Life. Written in French, and translated into Greek by Dr. A. Lekatsas. 388 p.
- 8) An Apology Concerning the Soul. 310 p.
- 9) The Tricompositeness of Man Proved by Fathers of the Church. 284 p. (A brilliantly written and scholarly dissertation).
- 10) Logical Refutation of an Ironclad Refutation. 196 p. (An answer to a critic who undertook to criticize Makrakis' doctrine concerning the threefold nature of man).
- 11) History of Human Happiness and Unhappiness. 630 p.
- 12) Trial of Philosophy and of the Doctrines of Western Schools. 160 p.
- 13) Miscellaneous Thoughts and Orations. Total some 300 p.
- 14) The Nationally-Glorified Work of 1821. 94 p.
- 15) Freemasonry. 150 p.
- 16) The Christian Religion.